# Râul Boșorogu
Râul Boșorogu este un curs de apă, afluent al Râului Mare. Râul se formează la confluența brațelor Gropșoara și Pârva.